# Bert-Jan Ruissen
H.J.A. (Bert-Jan) Ruissen (Oostdijk (Reimerswaal), 22 maart 1972) is een Nederlands politicus voor de Staatkundig Gereformeerde Partij (SGP). Sinds 2 juli 2019 is hij namens die partij lid van het Europees Parlement. 

## Biografie
Ruissen studeerde landbouwplantenteelt in Wageningen. Na zijn studie kwam hij in 1995 te wonen in Krimpen aan den IJssel. Aanvankelijk wilde hij het landbouwkundig onderzoek te doen, maar werd toen beleidsmedewerker in het Europees Parlement voor Leen van der Waal, Rijk van Dam en Bas Belder. In 2000 werd hij coördinerend beleidsmedewerker Europees Landbouwbeleid bij het ministerie van Landbouw, Natuur en Voedselkwaliteit (LNV).

### Politieke carrière
Ruissen was van 2006 tot 2019 lid van de gemeenteraad van Krimpen aan den IJssel. Ruissen was kandidaat nummer vijf bij de Europese verkiezingen van 2014, de lijstcombinatie behaalde twee zetels waardoor Ruissen niet verkozen werd. Tijdens de Tweede Kamerverkiezingen van 2017 stond hij op de vierde plaats van de SGP-kandidatenlijst. In januari 2018 droeg het partijbestuur van de SGP Ruissen voor als eerste kandidaat voor het Europees Parlement op de gezamenlijke lijst van de ChristenUnie-SGP.
Na het terugtreden van Elbert Dijkgraaf uit de Tweede Kamer bedankte Ruissen voor zijn opvolging, om zich voor te bereiden op zijn taak als Europarlementariër. Chris Stoffer nam Dijkgraafs plaats in de Tweede Kamer in.
Bij de EP-verkiezingen van 2019 stond Ruissen op plaats 2 van de kandidatenlijst van de ChristenUnie-SGP, na Peter van Dalen. ChristenUnie-SGP behield haar twee zetels, waarmee Ruissen een plek in het Europarlement verkreeg. In juni 2019 besloot de ChristenUnie de ECR-fractie te verlaten. In tegenstelling tot een eerdere aankondiging van Ruissen dat hij de ChristenUnie hierin zou volgen ("samen uit, samen thuis"), bleef hij in de ECR-fractie. Hierdoor zijn ChristenUnie en SGP sinds juli 2019 in twee verschillende fracties vertegenwoordigd.
De SGP deed bij de EP-verkiezingen van juni 2024 zelfstandig mee. Ruissen was de lijsttrekker. De SGP behaalde bij deze verkiezingen een stemmenrecord.

#### Commissies en activiteiten
Vanaf 2024 is Ruissen lid van de Europarlementscommissies voor Landbouw en Plattelandsontwikkeling en voor Visserij. Hij is tevens plaatsvervangend lid van de commissie Begrotingscontrole en subcommissie Mensenrechten. Van 2019 tot 2024 was hij lid van de Landbouwcommissie, Visserijcommissie en plaatsvervangend lid van de commissie Buitenlandse Zaken. Hij was daarnaast eerste vicevoorzitter van de Europarlementsdelegatie voor de betrekkingen met Israël, lid van de delegatie voor relaties met Mediterrane landen en plaatsvervangend lid in de delegatie voor de relaties met India.

#### Landbouw en plattelandsontwikkeling
Ruissen is tegen octrooi op plantkundige aanpassingen. "Planten zijn van ons allemaal en zijn geen uitvinding. Ze zijn onderdeel van Gods schepping en wij zijn rentmeesters", zei de SGP'er in zijn eerste toespraak in het Europees Parlement. Het Europees Octrooibureau besloot in mei 2020 inderdaad af te zien van octrooien op plantkundige aanpassingen. In februari 2021 werd hij benoemd tot rapporteur voor het kwekersrecht. In die functie onderhandelde hij namens het parlement met de lidstaten over de verlenging van de huidige regeling.

#### Wolf
Het Europees Parlement nam op 24 november 2022 Ruissens resolutie aan om de beschermde status van de wolf te heroverwegen. Dit leidde tot een voorstel van de Europese Commissie om de wolf inderdaad een lagere beschermde status te geven, omdat de soort niet meer bedreigd is en veel schade veroorzaakt.

#### Visserij
In 2023 werd Ruissen in de Europarlementscommissie voor Visserij benoemd tot rapporteur voor het herstel van het bestand van de Europese aal (paling). Deze oproep tot meer visvriendelijke pompen en vistrappen (in plaats van het beperken van visserij) is met een grote meerderheid aangenomen in het Europees Parlement op 21 november 2023. Op 18 maart 2024 organiseerde Ruissen een conferentie over de toekomst van visserijgemeenschappen in Nederland en elders in Europa met een expositie in het hart van het Europees Parlement.

#### Godsdienstvrijheid
Ruissen maakt zich in het Europees Parlement sterk voor de vrijheid van godsdienst. Hij hamerde in het Europees Parlement meerdere malen op het aanstellen van een speciale EU-gezant voor godsdienstvrijheid. Mede op zijn initiatief nam het Europees Parlement een resolutie aan over de doodstraf voor een Nigeriaanse zanger wegens godslastering. Op 18 september 2023 opende hij in het Europees Parlement een tentoonstelling over christenvervolging in samenwerking met Open Doors. Mede op zijn initiatief nam het Europees Parlement een resolutie aan over de aanslag op kerken in Nigeria met kerst 2023.

#### Bescheiden Europese Unie
Ruissen stemde in november 2019 tegen de benoeming van de Europese Commissie van voorzitter Ursula von der Leyen en haar werkprogramma. Hij noemde de plannen van de commissie te federalistisch. Om dezelfde reden sprak hij zich in 2020 uit tegen het aangaan van leningen door de Europese Commissie. Naar aanleiding van de financiële problemen van zuidelijke eurolanden, stelde Ruissen in 2020 dat zwakke eurolanden uit de eurozone zouden moeten kunnen treden. Ruissen pleit in het Europees Parlement voor een dienende houding door de EU, ''Het moet ons niet gaan om de macht, maar om de vraag: “Hoe kunnen wij de samenleving het beste dienen?”.

#### Familierecht, draagmoederschap en abortus
Ruissen wil dat de Europese Unie zich niet bemoeit met familierecht, gezin, onderwijs of ethische thema's. Hij is tegen het voorstel voor een Europese ouderschapsverordening vanwege het faciliteren van draagmoederschap. Ruissen pleit voor een verbod op draagmoederschap wereldwijd. Op zijn initiatief veroordeelde het Europees Parlement in februari 2024 draagmoederschap als ''een mondiaal fenomeen waardoor vrouwen overal ter wereld worden blootgesteld aan uitbuiting en mensenhandel en waarvoor met name financieel en maatschappelijk kwetsbare vrouwen worden uitgezocht''. Ruissen wil bovendien niet dat abortus als grondrecht wordt opgenomen in het EU Handvest van de Grondrechten en pleit voor het bieden van meer financiële en maatschappelijke hulp aan ongewenst zwangere vrouwen door de lidstaten.

## Persoonlijk
Ruissen is gehuwd en heeft vier kinderen. Als hobby speelt hij orgel.
Malik Azmani (VVD) · 
Jeannette Baljeu (VVD) · 
Tom Berendsen (CDA) ·
Brigitte van den Berg (D66) ·
Rachel Blom (PVV) · 
Anouk van Brug (VVD) · 
Mohammed Chahim (GL-PvdA) · 
Ton Diepeveen (PVV) · 
Marieke Ehlers (PVV) · 
Bas Eickhout (GL-PvdA) ·
Raquel García Hermida-van der Walle (D66) ·
Gerben-Jan Gerbrandy (D66) ·
Dirk Gotink (NSC) ·
Bart Groothuis (VVD) ·  
Anja Hazekamp (PvdD) · 
Sebastian Kruis (PVV) · 
Ingeborg ter Laak (CDA) ·
Reinier van Lanschot (Volt) ·
Jessika van Leeuwen (BBB) · 
Jeroen Lenaers (CDA) ·
Marit Maij (GL-PvdA) · 
Thijs Reuten (GL-PvdA) · 
Bert-Jan Ruissen (SGP) · 
Sander Smit (BBB) · 
Kim van Sparrentak (GL-PvdA) ·
Sebastiaan Stöteler (PVV) · 
Tineke Strik (GL-PvdA) ·
Anna Strolenberg (Volt) ·
Catarina Vieira (GL-PvdA) ·
Lara Wolters (GL-PvdA) · 
Auke Zijlstra (PVV)
de delegatieleiders staan vet weergegeven
- International Standard Name Identifier: 0000 0003 8888 0913
- Nederlandse Thesaurus van Auteursnamen: 23929730X
- Parlement.com: vk7tfspn1etu
- Virtual International Authority File: 282147538
- WorldCat: E39PBJqbkBq3b9vvWCxm7QFMyd